# Носов, Анатолий Герасимович
Анато́лий Гера́симович Но́сов (род. 1 августа 1958, Киев) — советский пловец в ластах. Закончил Киевский государственный институт физической культуры по специальности преподаватель-тренер (1986). Мастер спорта СССР международного класса (1977). Выступал за команду Республиканского морского технического клуба ДОСААФ УССР. Тренер — Георгий Успенский, заслуженный тренер СССР.

## Результаты

### Соревнования
| Год  | Соревнование     | Город      | Дистанция       | Дата          | Результат | Место |
| ---- | ---------------- | ---------- | --------------- | ------------- | --------- | ----- |
| 1977 | Чемпионат Европы | Дунайварош | 400 м           | 17—21 августа | 3.31,67   | II    |
| 1977 | Чемпионат Европы | Дунайварош | 800 м           | 17—21 августа | 7.25,18   | III   |
| 1977 | Чемпионат Европы | Дунайварош | командный зачёт | 17—21 августа |           | I     |
| 1979 | Чемпионат Европы | Ренн       | 400 м           | 3—9 сентября  | 3.28,86   | II    |
| 1979 | Чемпионат Европы | Ренн       | 800 м           | 3—9 сентября  | 7.14,70   | I     |
| 1979 | Чемпионат Европы | Ренн       | 1500 м          | 3—9 сентября  | 13.53,97  | I     |
| 1980 | Чемпионат мира   | Болонья    | 400 м           | 5—10 августа  | 3.25,20   | II    |
| 1980 | Чемпионат мира   | Болонья    | 800 м           | 5—10 августа  | 6.59,73   | II    |
| 1980 | Чемпионат мира   | Болонья    | 1500 м          | 5—10 августа  | 13.41,87  | I     |
| 1980 | Чемпионат мира   | Болонья    | 4×200 м         | 5—10 августа  | 6.20,02   | I     |

- многократный чемпион и рекордсмен УССР и СССР в скоростных видах подводного спорта

| Год  | Город       | Дистанция | Дата       | Результат | Место |
| ---- | ----------- | --------- | ---------- | --------- | ----- |
| 1980 | Новосибирск | 400 м     | 12—15 июня | 3.19,4    | III   |
| 1980 | Новосибирск | 800 м     | 12—15 июня | 6.52,0    | III   |
| 1980 | Новосибирск | 1500 м    | 12—15 июня | 13.07,6   | II    |

#### Матчи социалистических стран
- 1978  Кечкемет
- 1979  Братислава
- 1980
  -  Берлин
  -  Росток

### Рекорды
- 14-кратный рекордсмен мира на дистанциях 400 м, 800 м и 1500 м в ластах.

| Дистанция | Результат | Место    | Дата        |
| --------- | --------- | -------- | ----------- |
| 1500 м    | 13.03,6   | Пикалёво | 24 мая 1979 |